# Аджубей, Алексей Иванович
Алексе́й Ива́нович Аджубе́й (9 января 1924, Самарканд, Туркестанская АССР, РСФСР, СССР — 19 марта 1993, Москва, Россия) — советский журналист, публицист, мемуарист, главный редактор газет «Комсомольская правда» (1957—1959) и «Известия» (1959—1964). Депутат Верховного Совета СССР, член ЦК КПСС. Зять Никиты Хрущёва.

## Биография
Алексей Аджубей родился 9 января 1924 года в Самарканде.

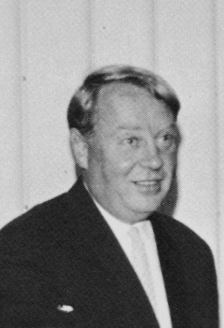
Алексей Аджубей в 1963 году

Отец — Иван Савельевич Аджубей (1883—1955), по происхождению крестьянин, в начале 1910-х годов был известным оперным певцом. Участник Первой мировой и Гражданской (на стороне красных) войн, впоследствии преподаватель вокала, среди его учеников П. Г. Лисициан. По собственному утверждению Ивана Савельевича, фамилия Аджубей украинская.
Мать — Нина Матвеевна, урождённая Гупало (1898—1971). В 1906 году выслана с семьёй в Самарканд за причастность к социал-демократам. Работала белошвейкой, во время Гражданской войны — сестрой милосердия в госпитале, где познакомилась с раненым Иваном Аджубеем и вышла за него замуж. Впоследствии Нина Матвеевна станет известной на всю Москву портнихой, профессионалом высшей категории, попасть к которой в клиентки было мечтой московских модниц. 
В 1926 году его родители развелись, отец переехал в Ленинград, мать впоследствии вышла замуж за юриста Михаила Александровича Гапеева (ум. в 1932).
В 1940—1941 годах Аджубей работал в геологоразведочной экспедиции в Казахстане. С 1943 года служил красноармейцем в Ансамбле красноармейской песни и пляски Московского военного округа.
После войны поступил учиться в Школу-студию МХАТ, а в 1947 году перевёлся на факультет журналистики МГУ.
В 1949 году Аджубей женился на своей сокурснице Раде, дочери Никиты Хрущёва, который в то время был первым секретарём ЦК КП(б) Украинской ССР. Карьера Аджубея была успешной: в октябре 1951 года он пришёл работать в «Комсомольскую правду», к апрелю 1957 дослужился до должности главного редактора. Тогда ходила такая шутка: «Не имей сто друзей, а женись, как Аджубей» (в продолжение пословицы "Не имей сто рублей, а имей сто друзей").
14 мая 1959 года Аджубей был назначен главным редактором газеты «Известия». При нём газета стала одним из символов «хрущёвской оттепели». За 5 лет тираж газеты увеличился почти в 4 раза, с 1,6 млн до более 6 млн экземпляров к октябрю 1964 года. Николай Долгополов впоследствии характеризовал его как «лучшего, как тогда считалось, главного редактора всех времен и народов, превратившего официозные „Известия“ в самую любимую советскую газету».
В 1959 году Аджубей был инициатором создания Союза журналистов СССР. Участвовал в подготовке речей для Никиты Хрущёва.
В 1960 году вместе с другими журналистами (Николаем Грибачёвым, Юрием Жуковым, Леонидом Ильичёвым и другими) написал книгу «Лицом к лицу с Америкой» — о поездке Никиты Хрущёва в США. За эту книгу им была присуждена Ленинская премия.
18 июня 1960 года вместе с Союзом журналистов СССР возобновил выпуск еженедельной газеты «За рубежом».
С 1960 года организовал выпуск еженедельника «Неделя» — фактически единственного в тот момент и на долгие годы неполитического издания такого формата в СССР.
В 1961 году газетой «Известия» было опубликовано интервью с президентом США Джоном Кеннеди, которое взял лично Алексей Аджубей.
На XXII съезде КПСС в октябре 1961 года избран членом ЦК КПСС.
17 августа 1963 года напечатал в «Известиях» запрещённую на то время поэму Александра Твардовского «Тёркин на том свете».
Владимир Снегирёв писал про него: «оказавшись у руля самых популярных газет страны, Алексей Иванович снискал себе уважение журналистского сообщества и неприязнь партийных бюрократов. Он перевернул многие прежние представления о том, как должна выглядеть газета, стал безусловным новатором, по многим позициям опередил свое время <…> Я бы порекомендовал нынешним главным (и тем, кто мечтает сделать карьеру в СМИ) перечитать воспоминания об Аджубее». Журналист Леонид Млечин написал о нём: «Он принадлежал к редкой породе газетных редакторов, которые работают азартно, фонтанируют идеями и умеют воодушевлять своих коллег. Тираж газеты достиг фантастической цифры в 8 млн экземпляров, при том что подписка была лимитирована. <…> Я тоже работал в «Известиях» — в середине 1990-х, через 30 лет после Аджубея, когда воцарилась полная свобода слова. Но старые известинцы вспоминали Алексея Ивановича с почтением и восхищением: «Такого редактора в „Известиях“ не было и не будет».
После снятия Хрущёва с высших партийных должностей Аджубей был отстранён с занимаемых постов. 16 ноября 1964 года на Пленуме ЦК КПСС был выведен из состава ЦК КПСС и направлен заведующим отделом публицистики журнала «Советский Союз» (подчинённых в отделе сначала не было, позже появился один человек). 
Печатался под псевдонимом Радин или Родионов. С 1985 года ему было разрешено[кем?] печататься под своей фамилией. 
С 1992 года и до конца своей жизни Аджубей был главным редактором газеты «Третье сословие».
Скончался 19 марта 1993 года в городе Москве. Похоронен на Введенском кладбище (20-й участок).

## Награды
- орден Ленина (04.05.1962)[19]
- медаль «За трудовую доблесть» (25.12.1959)[20]
- медаль «За оборону Москвы» (1944)[21]
- медаль «За победу над Германией» (1945)[22]
- другие медали

## Семья
1-й брак — Ирина Константиновна Скобцева
2-й брак — Рада Никитична Аджубей (1929—2016) — советская и российская журналистка. В 1952 году окончила МГУ. С 1953 года заведующая отделом, в 1961—2004 годах заместитель главного редактора в журнале «Наука и жизнь». Дочь Н. С. Хрущёва.
- Три сына — Никита (1952—2007[25]), Алексей (1954—2024[26]) и Иван (род. 1959).

## Публикации
- О тех, кто с нами: Репортаж из Бухареста. — Москва : Правда, 1953. — 48 с. — (Библиотека «Огонек» № 51). (в соавторстве с Б. Г. Стрельниковым)
- Серебряная кошка, или Путешествие по Америке. — М.: Мол. гвардия, 1956. — 128 с.
- Огненный тракторист. — М.: Изд-во М-ва сел. хоз-ва РСФСР, 1957. — 12 с. — (Люди творческого труда 1917—1997 гг.).
- Куэка и модерн-мещане: Путевые очерки. — М.: Правда, 1959. — 63 с. — (Б-ка «Огонек» № 7).
- На разных широтах: Очерки. — М.: Правда, 1959. — 111 с. — (Б-ка «Комсомольской правды» № 8).
- «Лицом к лицу с Америкой» (1960)
- День мира: [Книга, запечатлевшая события вторника 27 сентября 1960 года] / Глав. ред. А. Аджубей. — М.: Известия, 1961. — 796 с.
- Россия. Время. Люди. События: фотоальбом / авт. текста А. И. Аджубей; авт.-сост. А. И. Аджуюей, А. П. Платонов; фот. Н. М. Аряев. — М.: Советская Россия, 1987. — 393 с.
- Те десять лет: [Воспоминания: О Н. С. Хрущеве]. — М.: Сов. Россия, 1989. — 333 с. — ISBN 5-268-00881-1.
  - Á l’ombre de Khrouchtchev / Text fr. de Galia Ackerman et Pierre Lorrain. — Paris: La table ronde, 1989. — 382 с. — ISBN 2-7103-0398-1
- Крушение иллюзий. Хрущев. Время в событиях и лицах / Художник И. Сайко. — М.: Интербук, 1991. — 350 с.
- Я был зятем Хрущёва. — М.: Алгоритм, 2014. — 333. — (Наследие кремлевских вождей). — ISBN 978-5-4438-0648-8

## Кино
- Образ Алексея Аджубея в фильме 1993 года «Серые волки» воплотил Виктор Шуляковский.
- В сериале «Таинственная страсть» (2016) образ Алексея Аджубея воплотил Андрей Родимов.